# 2003年亞洲冬季運動會日本代表團
日本以地主國身分參加於2003年2月1日至8日舉行的2003年亞洲冬季運動會。這是該國第三度主辦亞洲冬季運動會。最終贏得了24枚金牌，穩居獎牌榜榜首。